# Zgornja Luša
Zgornja Luša je naselje v Občini Škofja Loka.